# جاستن غريفيث
جاستن غريفيث (بالإنجليزية: Justin Griffith)‏ هو لاعب كرة قدم أمريكية أمريكي، ولد في 21 يوليو 1980 في ماغي في الولايات المتحدة.

## وصلات خارجية
- جاستن غريفيث على موقع مرجع كرة القدم المحترفة.كوم (الإنجليزية)